# 藤谷道夫
藤谷 道夫（ふじたに みちお、1958年 - ）は、日本のイタリア文学者、慶應義塾大学教授。

## 人物・来歴
広島県庄原市出身。1983年慶應義塾大学文学部仏文科卒、1991年筑波大学大学院博士課程単位取得退学。慶應義塾大学文学部准教授、2013年教授。

## 著書
- 『ダンテの『神曲』を読み解く』教育評論社, 2021.2
- 『全ての叡智はローマから始まった 今も生きるローマ人の発想力』さくら舎, 2022.11

### 共編著
- 『イタリア語会話周遊券』 (シリーズ旅の30フレーズ) ナンニーニ・アルダ共著. 三修社, 1993.11
- 『イタリア語の最初歩 辞書なしで学べる』ナンニーニ・アルダ共編著. 三修社, 1993.11
- 『イタリア語ミニフレーズ30 機内で覚えて現地で使える』(CDブック) ナンニーニ・アルダ共著. 三修社, 1997.8
- 『イタリア語検定4・5級突破』一ノ瀬俊和共著. 三修社, 1998.11
- 『辞書なしで学べるイタリア語の最初歩 ハンディ』ナンニーニ・アルダ共著. 三修社, 1998.9
- 『Newイタリア語ミニフレーズ30 機内で覚えて現地で使える』ナンニーニ・アルダ共著. 三修社, 2001.9
- 『気持ちを伝えるイタリア語』ナンニーニ・アルダ共著. 三修社, 2005.6
- 『イタリアのオペラと歌曲を知る12章』森田学編, 池上英洋,大崎さやの,ルカ・カッポンチェッリ, 佐々木なおみ,園田みどり,土肥秀行,中川さつき, 中巻寛子, 丹羽誠志郎共著, 嶺貞子監修. 東京堂出版, 2009.4
- 『辞書なしで学べる入門イタリア語の最初歩』ナンニーニ・アルダ共著. 三修社, 2010.4

### 翻訳
- マリーナ・マリエッティ『ダンテ』(文庫クセジュ) 白水社, 1998.4
- プラウトゥス「旅行かばん」『ローマ喜劇集 4』(西洋古典叢書) 京都大学学術出版会, 2002.4
- ダンテ・アリギエーリ『神曲 地獄篇〈第1歌～第17歌〉』須賀敦子共訳 須賀敦子の本棚１　河出書房新社, 2018.6

## 論文
- 藤谷道夫